# Jalgaon
Jalgaon es una ciudad y  municipio situada en el distrito de Jalgaon en el estado de Maharashtra (India). Su población es de 460228 habitantes (2011). Se encuentra a orillas del río Girna.

## Demografía
Según el censo de 2011 la población de Jalgaon era de 460228 habitantes, de los cuales 240590 eran hombres y 219638 eran mujeres. Jalgaon tiene una tasa media de alfabetización del 87,28%, superior a la media estatal del 82,34%: la alfabetización masculina es del 90,91%, y la alfabetización femenina del 83,37%.

## Clima
| Parámetros climáticos promedio de Jalgaon City (1981–2010, extremes 1969–2008) | Parámetros climáticos promedio de Jalgaon City (1981–2010, extremes 1969–2008) | Parámetros climáticos promedio de Jalgaon City (1981–2010, extremes 1969–2008) | Parámetros climáticos promedio de Jalgaon City (1981–2010, extremes 1969–2008) | Parámetros climáticos promedio de Jalgaon City (1981–2010, extremes 1969–2008) | Parámetros climáticos promedio de Jalgaon City (1981–2010, extremes 1969–2008) | Parámetros climáticos promedio de Jalgaon City (1981–2010, extremes 1969–2008) | Parámetros climáticos promedio de Jalgaon City (1981–2010, extremes 1969–2008) | Parámetros climáticos promedio de Jalgaon City (1981–2010, extremes 1969–2008) | Parámetros climáticos promedio de Jalgaon City (1981–2010, extremes 1969–2008) | Parámetros climáticos promedio de Jalgaon City (1981–2010, extremes 1969–2008) | Parámetros climáticos promedio de Jalgaon City (1981–2010, extremes 1969–2008) | Parámetros climáticos promedio de Jalgaon City (1981–2010, extremes 1969–2008) | Parámetros climáticos promedio de Jalgaon City (1981–2010, extremes 1969–2008) |
| Mes                                                                            | Ene.                                                                           | Feb.                                                                           | Mar.                                                                           | Abr.                                                                           | May.                                                                           | Jun.                                                                           | Jul.                                                                           | Ago.                                                                           | Sep.                                                                           | Oct.                                                                           | Nov.                                                                           | Dic.                                                                           | Anual                                                                          |
| ------------------------------------------------------------------------------ | ------------------------------------------------------------------------------ | ------------------------------------------------------------------------------ | ------------------------------------------------------------------------------ | ------------------------------------------------------------------------------ | ------------------------------------------------------------------------------ | ------------------------------------------------------------------------------ | ------------------------------------------------------------------------------ | ------------------------------------------------------------------------------ | ------------------------------------------------------------------------------ | ------------------------------------------------------------------------------ | ------------------------------------------------------------------------------ | ------------------------------------------------------------------------------ | ------------------------------------------------------------------------------ |
| Temp. máx. abs. (°C)                                                           | 35.9                                                                           | 41.2                                                                           | 43.9                                                                           | 47.2                                                                           | 48.4                                                                           | 46.6                                                                           | 43.9                                                                           | 40.4                                                                           | 39.8                                                                           | 39.5                                                                           | 37.7                                                                           | 36.4                                                                           | 48.4                                                                           |
| Temp. máx. media (°C)                                                          | 30.3                                                                           | 32.8                                                                           | 37.6                                                                           | 41.2                                                                           | 42.4                                                                           | 38.0                                                                           | 32.8                                                                           | 30.8                                                                           | 32.8                                                                           | 34.5                                                                           | 32.7                                                                           | 30.4                                                                           | 34.7                                                                           |
| Temp. mín. media (°C)                                                          | 12.2                                                                           | 13.9                                                                           | 18.6                                                                           | 23.9                                                                           | 26.9                                                                           | 25.9                                                                           | 24.3                                                                           | 23.5                                                                           | 23.1                                                                           | 19.4                                                                           | 14.8                                                                           | 11.9                                                                           | 19.9                                                                           |
| Temp. mín. abs. (°C)                                                           | 1.7                                                                            | 3.9                                                                            | 8.2                                                                            | 13.1                                                                           | 19.0                                                                           | 19.3                                                                           | 18.8                                                                           | 17.1                                                                           | 12.3                                                                           | 9.5                                                                            | 5.0                                                                            | 1.7                                                                            | 1.7                                                                            |
| Lluvias (mm)                                                                   | 4.2                                                                            | 1.6                                                                            | 4.5                                                                            | 2.6                                                                            | 10.8                                                                           | 145.5                                                                          | 207.0                                                                          | 195.0                                                                          | 116.2                                                                          | 45.5                                                                           | 11.3                                                                           | 2.4                                                                            | 746.5                                                                          |
| Días de lluvias (≥ 1 mm)                                                       | 0.3                                                                            | 0.3                                                                            | 0.4                                                                            | 0.3                                                                            | 0.9                                                                            | 6.9                                                                            | 12.3                                                                           | 10.9                                                                           | 6.6                                                                            | 2.7                                                                            | 0.6                                                                            | 0.3                                                                            | 42.5                                                                           |
| Humedad relativa (%)                                                           | 40                                                                             | 33                                                                             | 25                                                                             | 21                                                                             | 25                                                                             | 47                                                                             | 67                                                                             | 74                                                                             | 62                                                                             | 43                                                                             | 38                                                                             | 41                                                                             | 43                                                                             |
| Fuente n.º 1: India Meteorological Department                                  |                                                                                |                                                                                |                                                                                |                                                                                |                                                                                |                                                                                |                                                                                |                                                                                |                                                                                |                                                                                |                                                                                |                                                                                |                                                                                |
| Fuente n.º 2: Government of Maharashtra                                        |                                                                                |                                                                                |                                                                                |                                                                                |                                                                                |                                                                                |                                                                                |                                                                                |                                                                                |                                                                                |                                                                                |                                                                                |                                                                                |